# Difusora FM (Imperatriz)
Difusora FM é uma emissora de rádio brasileira sediada em Imperatriz, cidade do estado do Maranhão. Opera no dial FM, na frequência 105.1 MHz. A emissora pertence à Fundação Marecehal Eurico Gaspar Dutra, no entanto, devido a um acordo de gereciamento local, é controlada pelo Sistema Difusora de Comunicação, do qual também fazem parte a TV Difusora Sul, e o portal MA10.
2024. A empresa se moderniza, inicia mudanças em seu studio, adquire novos transmissores e contrata novos profissionais. O Grupo Difusora passa a investir forte nas emissoras de rádio e tv de Imperatriz-MA. A chegada de novos comunicadores e a estreia da nova programação da Difusora Sul FM pode ser a virada de chave que falatava para atrair ouvintes e anunciantes a partir de agora.  No comando do novo programa da manhã, Bom Dia Difusora, dois experientes comunicadores foram contratados: Silvana Silvestre e Wanderson Santos.  Outro contratado pelo grupo foi Magno Souza, que é conhecido na cidade por fazer apresentações em bares com imitações de personagens conhecidos como Silvio Santos, Raul Gil, entre outros. Ele vai reforçar o time no horário da manhã.  Já a nova atração do fim do dia é o programa Expediente Final (18h às 19h), com Jonh Cutrim, Ricardo Marques e Luiza Rabelo. O programa que já é a resenha política mais ouvida do Estado, terá ainda a participação de comunicadores de Imperatriz, mostrando os bastidores da cidade e região.

## História
A emissora foi fundada em 14 de maio de 1988, com o nome de Cultura FM, esta que foi a segunda concessão de rádio FM no município e a primeira de caráter educativo. A emissora era financiada pela Fundação Gaspar Dutra e instalada no conhecido Colégio Militar Tiradentes no bairro do São José do Egito. A programação focava as músicas nacionais e contava com uma equipe de oito jornalistas, fazendo a cobertura esportiva e do cotidiano da cidade. 
Em 1992, Edison Lobão assume a emissora por completo e passou à se chamar Difusora FM, integrando assim o Sistema Difusora de Comunicação, porém, a programação era a mesma que vinha de co-irmã em São Luís, não tendo a participação do ouvinte e não tendo a programação local. Ao passar dos anos, a emissora foi se adaptando e modernizando sua estrutura que desde dessa época até os dias atuais continua na mesma sede no bairro da União. No período de 2000, a emissora passou a se chamar apenas com o número de sua frequência 105.1 FM e depois se chamou Cidade FM. No mesmo período, a emissora foi arrendada para igrejas evangélicas, como a Assembléia de Deus de Imperatriz, onde surgiu pela primeira vez a Rádio Cidade Esperança (esta que fixou em AM após a compra da concessão e atualmente migrou pro FM).
Em 2007, o Sistema Difusora retoma a operação da emissora que passou à se chamar Difusora Sul FM, a rádio teve cerca de 10 funcionários e uma programação popular 24 horas por dia. A emissora até os dias atuais é considerada uma das maiores audiências da cidade, desbancando mesmo emissoras locais como a Mirante FM.
No dia 3 de agosto de 2020, a rádio passou por uma reformulação de sua marca e de sua programação, deixando de ter a nomeclatura Difusora Sul FM e se chamando apenas por Difusora FM.